# Trachemys venusta
Trachemys venusta is een schildpad uit de familie moerasschildpadden (Emydidae). Oorspronkelijk werd de wetenschappelijke naam Emys venusta gebruikt. 
De schildpad is een van de grotere soorten en bereikt een maximale schildlengte tot 48 centimeter. Jongere dieren hebben grote zwarte, lichtomzoomde vlekken op het schild, die vervagen naarmate de dieren ouder worden.
Trachemys venusta komt voor in delen van Midden- en Zuid-Amerika. De soort leeft in de landen Belize, Colombia, Costa Rica, Guatemala, Honduras, Mexico, Nicaragua, Panama en El Salvador. Het is een bewoner van rivieren en andere zoete wateren.

## Taxonomie
De soort werd voor het eerst wetenschappelijk beschreven door John Edward Gray in 1856. 
Er zijn vier ondersoorten, die voornamelijk verschillen in uiterlijk en verspreidingsgebied.
- Ondersoort Trachemys venusta cataspila; Mexico
- Ondersoort Trachemys venusta iversoni; Mexico
- Ondersoort Trachemys venusta panamensis; Panama
- Ondersoort Trachemys venusta venusta; Belize, Guatemala, Honduras en Mexico